# Александровка (Снигирёвский район)
Алекса́ндровка (укр. Олекса́ндрівка) — село в Снигирёвском районе Николаевской области Украины.

## Население
Население по переписи 2001 года составляло 1336 человек.

## История
Село основано крепостными крестьянами переселёнными в 1812 году из Чигиринского уезда Киевской губернии на земли принадлежащие Роксандре Гики. В честь владелицы оно было названо Роксандровкой. В 1947 году переименовано в Александровку.
В 2022 году в ходе вторжения России в Украину Александровка несколько месяцев находилась под российской оккупацией.